# Mangan(II) perchlorat
Mangan(II) perchlorat, hoặc manganơ perchlorat, là một hợp chất vô cơ có công thức hóa học Mn(ClO4)2.

## Điều chế
Acid perchloric khan tác dụng với mangan(II) nitrat khan ở -80 ℃, sau đó tăng nhiệt độ lên 0 ℃ để thu được mangan(II) perchlorat hexahydrat. Cũng có thể cho mangan(II) oxide hoặc mangan cacbonat tác dụng với acid perchloric dư, sau đó cô đặc dưới áp suất thấp và kết tinh để thu được sản phẩm.

## Tính chất vật lý
Mangan(II) perchlorat là một chất rắn hút ẩm, hydrat của nó hòa tan trong etanol.

## Tính chất hóa học
Trong mangan(II) perchlorat, ion ClO4− có xu hướng oxy hóa Mn2+ nên nó không ổn định và bị phân hủy ở 150 ℃ tạo ra mangan dioxide.

## Cấu trúc
Mn(ClO4)2·6H2O có các hằng số mạng tinh thể a = 1,57 nm, b = 1,57 nm, c = 0,53 nm, α = 90°, β = 90°, γ = 120°.

## Hợp chất khác
Mn(ClO4)2 còn tạo một số hợp chất với NH3, như Mn(ClO4)2·5NH3·H2O là chất rắn màu hồng nhạt hay Mn(ClO4)2·12NH3 là chất rắn màu trắng.
Mn(ClO4)2 còn tạo một số hợp chất với CO(NH2)2, như Mn(ClO4)2·6CO(NH2)2 là tinh thể không màu, nóng chảy ở 190 °C (374 °F; 463 K), d = 2,0206 g/cm³.
Mn(ClO4)2 còn tạo một số hợp chất với CON4H6, như Mn(ClO4)2·3CON4H6 là tinh thể màu trắng, dễ nổ.
Mn(ClO4)2 còn tạo một số hợp chất với CSN3H5, như Mn(ClO4)2·3CSN3H5 là chất rắn màu trắng, nóng chảy ở 140 °C (284 °F; 413 K).